# GR3
GR3（ジーアールスリー）は、GR3 PROJECTによって開発・発表されたフリーゲーム。ジャンルは横スクロール型シューティングゲーム。

## 概要
MSX版グラディウス(グラディウス2、ゴーファーの野望 エピソードII)の続編を目指して制作された。基本的なゲームシステムはグラディウスと同様である。
操作はキーボードのみ。Javaで製作されており、起動にはJRE（Java Runtime Environment。java言語用のランタイム）が必要であり、WindowsだけではなくMac OSでも動作できるが、不具合も確認されている。
本作は、「MSX風ゲーム」として製作されているため、ゲーム中のグラフィックをはじめとしてMSX版グラディウス独特の8ドット単位のスクロールや、ゲーム起動時及びセーブ・ロード時の表示も、MSXのそれを再現している。雰囲気こそかつてのMSXのものと同じであるが、プログラム技術的にMSX実機での再現は不可能に近いためにMSX版が出る可能性は皆無に等しいという。表示されるゲーム会社のロゴは株式会社ケナミというコナミのパロディとなっている。
後にGR3 PROJECT活動終了に伴い、サヨナラ企画第2弾として高難易度版の「GR3 Re-DEATH」が公開された。
LA-MULANAでは、一定の条件を満たす事によって、GR3のパロディ版「PR3」をプレイする事ができる。

## ストーリー
惑星グラディウスを襲った4度目の侵略を退けたディヴィッド・バートンは、グラディウス暦6815年にラーズ21世に即位。疲弊した惑星グラディウスは、彼の統治により再び活力を取り戻しつつあった。
グラディウス暦6832年、グラディウス星系内に不穏な動きが頻繁に見られるようになり、ラーズ21世は開発中であった最新鋭亜空間戦闘機「ファングバーン」の完成を急がせた。
数ヵ月後、ファングバーンは未完成ながらも戦闘可能なまでに仕上がったが、報告から数時間後、ファングバーンはラーズ21世と共に行方不明となる。
ラーズ21世は気付いていたのだ。バクテリアンが最後の戦力を収束しつつあることに……。

## ステージ
ステージ1 生物要塞惑星
かつてのグラディウス軍最終防衛線基地をバクテリアンが生物実験兵器を投入。
惑星ひとつが巨大な実験施設となっており、巨大生物兵器が増殖を続けている。
ボス ビックコア&ブラインドガーディアン
ステージ2 豪雪惑星
吹き出す溶岩さえも瞬時に凍る気温。
バクテリアンの攻撃だけに留まらず、自然の脅威がファングバーンを襲う。
噴火、なだれ、競り上がる氷柱等、序盤ステージにして最初の難関。
ボス ヴァウワヴ&ビックコアmk-2
ステージ3 植物惑星
かつて配備されていたモアイに大量発生した植物がからみつく。
最新のモアイと植物のコンビネーションによる攻撃が襲いかかる。
ボス マノヴォー&トリプルブラックコア
ステージ4 水晶惑星
バクテリアンに破壊され粉々になった惑星上に部隊を展開。自然の要塞となる。
水晶の乱反射によりレーダーが効かず、あらゆる方向からの攻撃を受けることになる。
道中のモヤモヤに触れると、イベント発生。ホーリーマザーを撃破すると、ライオット艦との戦闘が始まる。
ボス ホーリーマザー&ライオット艦
ステージ5 古代遺跡
古代リーク人が住んでいたといわれる。
廃墟となった遺跡には今だ多くのリークパワーが残留しており、侵入者を防ぐ。
残留リークパワーが生態系に影響を与えてしまい、巨大昆虫がうごめく。
前の水晶惑星に続く後半の難関。
ボス チェインハート
ステージ6 水の惑星
異常気象により大陸が水没してしまった惑星をバクテリアンが防衛基地に改造。
あらゆる新防衛兵器軍が配備されている。
ボス アズリエル
ステージ7 ボスラッシュ
4面でのライオット艦捕捉イベントを起こして無事情報を奪取すると出現するステージ。
なお、このステージはクリアしても特殊兵器選択画面はでない。
ボス ビッグコアジェミニ、ギーザバトラーjr.、エニグマ、カバードコア、ビッグコアMk-III、デリンジャーコア
ステージ8 ヴェノム要塞
バクテリアンが集結していると思われるポイントにある惑星。
ボス ヴェノム博士

## 装備
装備は、グラディウス2のものを踏襲しているが、装備の追加方法はステージの途中にあるEカプセルを集めて、各ステージ間中の装備追加画面で特殊カプセルを消費して任意に選ぶ事ができるものになっている。装備数は、ゴーファーの野望 エピソード2並に多い。また、ミサイル、ダブル、レーザーの追加装備はさらに効果を重ねてパワーアップする事が可能。
ただし、集めた特殊カプセルは一度でもミスを犯すとすべて失う（RE-DEATHでは、前ステージで集めた分は残るようになっている）。
パワーアップの総覧は以下の通り。太字は、追加装備を表す。
- スピードアップ
自機の移動速度が上がる。初速を0速として7速まで。自機を失うまで速度を下げる方法は無い。併用制限なし。
- ミサイル
自機前方斜め下に、地形に沿って移動するミサイルを発射する。登坂および垂直下降能力はない。ダウンレーザーとの併用不可。2段階目は追加装備にアップグレード。
  - ホークウィンド
障害物を乗り越えるミサイル。
  - ナパームミサイル
敵に当たると爆風がしばらく残る。仕様は、グラディウス2のものと同じ。
  - 2WAYミサイル
自機の位置座標により上下に打ち分けるミサイル。
  - フォトンミサイル
敵貫通性能を持ったミサイル。
- ダウンレーザー
自機の垂直下方向にレーザーを放つ。グラディウス2のものと同じ性能。一部の装備との併用不可。
- ダブル
ノーマルショットと同時に前方斜め上にも弾丸を撃つ。一部の装備との併用不可。追加装備にアップグレード可能。
  - バックビーム

ノーマルショットと同時に後方にも弾丸を撃つ。
  - リフレックスリング
ヨーヨーのように往復移動する短い射程のリングを自機前方に撃つ。
  - ファイヤーブラスター
短い射程の炎を自機前方に撃つ。ショットボタンを押している間は縮まずに出続ける。火に弱い敵に有効。
- アップレーザー
自機の垂直上方向にレーザーを放つ。グラディウス2のものと同じ性能。ダブル・ダウンレーザーとの併用不可。
- レーザー
貫通力のある光線を前方に撃つ。2段階で長さ・威力が上がる。一部の装備との併用不可。追加装備にアップグレード可能。
  - エクステンドレーザー
レーザーを2本に増やし、当たり判定が広くなる。
  - メテオレーザー
螺旋レーザーを放つ。威力が高く、削りダメージ（レーザーの長さ分のダメージ）を与える。
  - リップルレーザー
リング状のレーザーを放つ。RE-DEATHでは、地形貫通効果を持つが、その分飛距離が短くなっている。
- オプション
自機と同じ攻撃を行い、自機の動きを追う分身が付く。最大2個。併用制限なし。今作ではオプションもアップグレード可能。
  - アーマードオプション
敵弾に対して防御能力を持ったオプション。
  - フィックスドオプション
オプションの位置を固定する。通常のオプションに復帰可能。
  - ローリングオプション
自機の周りを回るようになる。通常のオプションに復帰可能。
- シールド
自機前方に攻撃を防ぐバリアを張る。今作では、アップグレードも可能。
  - フォースフィールド
自機の全体を防御するバリア。シールドより耐久力が低い。
  - ロータリードリル
破壊可能な壁を壊す事ができる。ただし、耐久力は1。
  - ショットシールド
シールドの残り耐久力を攻撃力に転換し、前方に放つ。